# دانيال روزنبرغ
دانيال روزنبرغ (بالإنجليزية: Daniel Rosenberg)‏ هو صحفي أمريكي، ولد في 1967.